# Scatella marinensis
Scatella marinensis är en tvåvingeart som först beskrevs av Cresson 1935.  Scatella marinensis ingår i släktet Scatella och familjen vattenflugor. Inga underarter finns listade i Catalogue of Life.